# Georg Christoph Lichtenberg

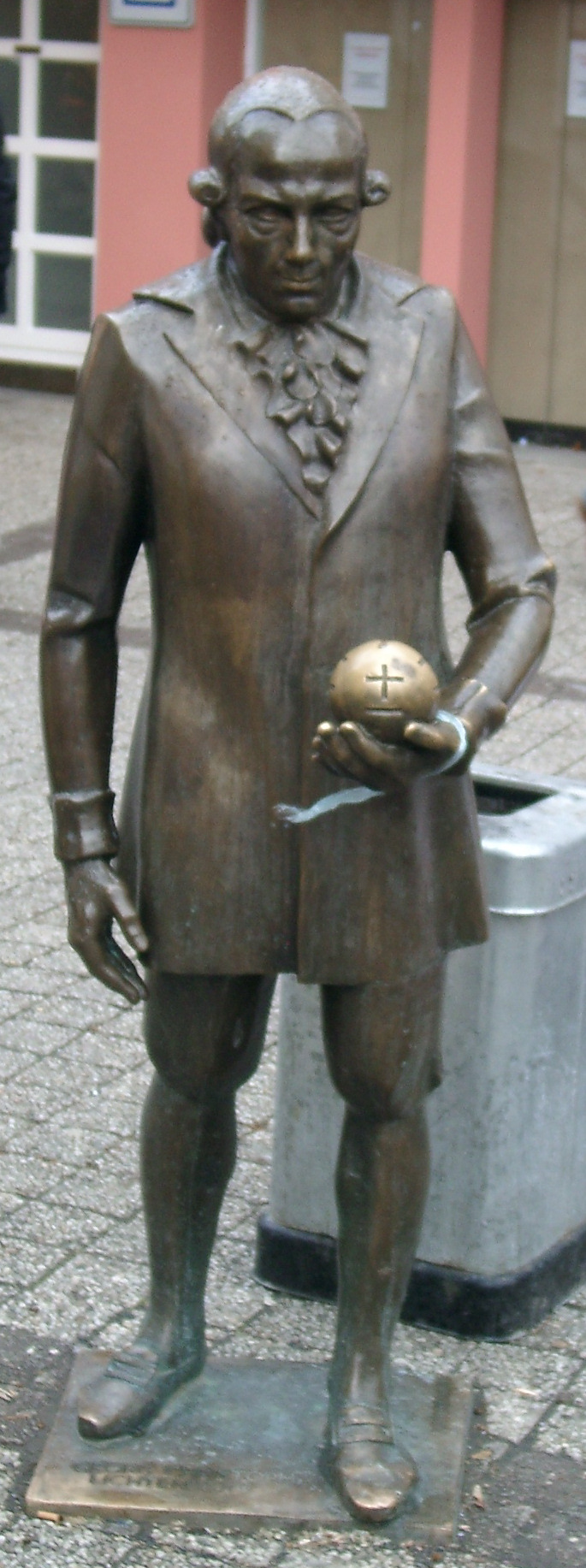
Socha na göttinském tržišti

Georg Christoph Lichtenberg (1. července 1742, Ober-Ramstadt u Darmstadtu – 24. února 1799, Göttingen) byl německý osvícenecký aforista, fyzik, astronom a matematik.

## Život
Narodil se jako nejmladší ze 17 dětí výjimečně vědecky vzdělaného luterského pastora. Byl velmi drobné postavy a celý život trpěl hrbem, který mu později ztěžoval i dýchání. Absolvoval „latinskou školu“ (gymnázium) v Darmstadtu a s podporou hesenského vévody od roku 1763 studoval na univerzitě v Göttingenu, kde se roku 1769 stal mimořádným a od roku 1775 řádným profesorem experimentální fyziky, matematiky a astronomie. Na pozvání svých žáků v letech 1770 a 1774–1775 dvakrát navštívil Anglii, kde byl srdečně přijat králem Jiřím III., který mu nabídl místo profesora filosofie. Ze svých cest publikoval Dopisy z Anglie a byl známým, i když také kritickým anglofilem.
Jako jeden z prvních, kdo své přednášky doplňoval experimenty, si získal nejen oblibu u studentů, ale i celoevropskou pověst. Dopisoval si s mnoha významnými osobami své doby, včetně J. W. Goetha a I. Kanta, matematik Carl Friedrich Gauss navštěvoval jeho přednášky a roku 1783 ho v Göttingen navštívil italský fyzik Alessandro Volta. Roku 1793 byl zvolen členem Royal Society v Londýně.
V životě měl několik lásek, s mladou Marií Stechardovou žil až do její smrti 1782, od roku 1783 žil s Margarethe Kellnerovou (1768–1848), s níž se 1789 oženil a měl s ní šest dětí.

## Fyzik

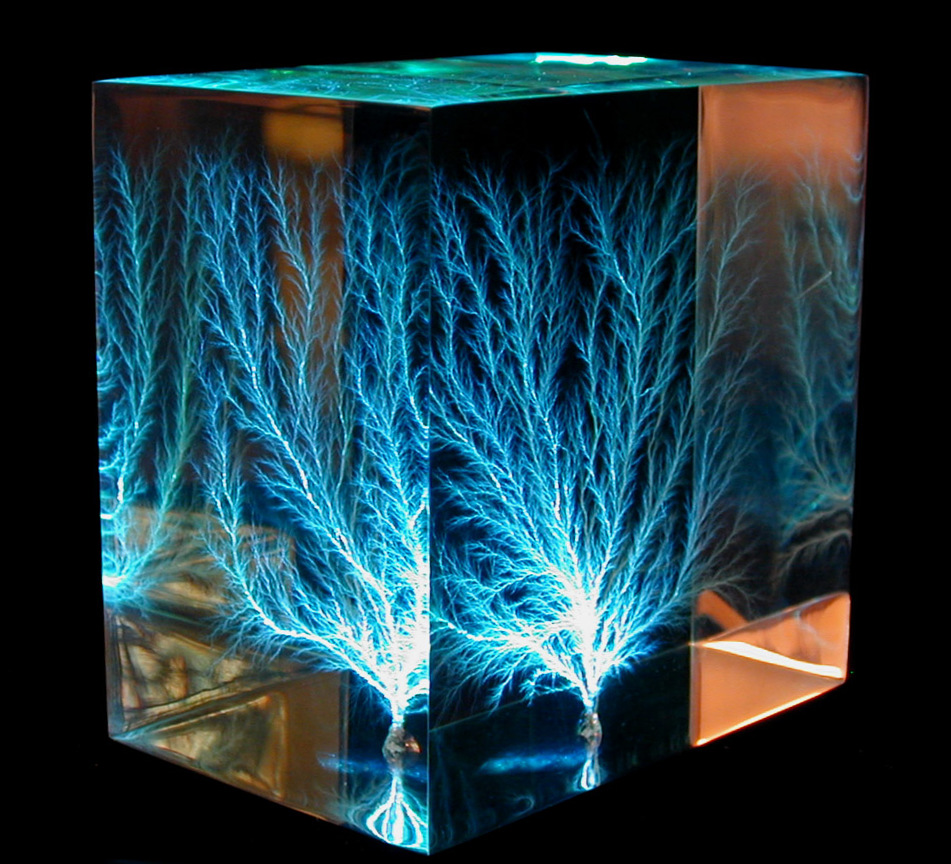
Moderní podoba Lichtenbergových obrazců v 3D

Lichtenberg se zabýval zejména elektřinou a zkonstruoval velký elektrofor (kondenzátor), který nabíjel elektrostatickou indukcí a který produkoval výboje na vzdálenost 38 cm. Studoval rozvětvené tvary výboje na povrchu izolantů (tzv. Lichtenbergovy obrazce) a zobrazoval je tak, že povrch po výboji posypal jemným práškem, který pak otiskl na papír. Tak objevil fyzikální princip pozdější xerografie.
Byl také jeden z prvních, kdo zavedl do Německa hromosvod, a vymyslel systém formátů papíru, který se jako ISO 216 užívá dodnes.

## Spisovatel
Za života proslul jako břitký polemik a autor populárně vědeckých článků, kterých napsal kolem 230. Jeho díla vynikají vtipem i satirou. Kritizoval a zesměšňoval pokrytectví i falešnou vědu, ale román Laurence Sterna Tristram Shandy ostře odmítl jako „hanobení církve“. Psal i do dobových magazínů, hlavně do „Göttinského kapesního kalendáře“ (Göttinger Taschenkalender), pro který pracoval od roku 1768 jako redaktor, a do „Göttinského magazínu vědy a literatury“, který v letech 1780–1782 spoluvydával.
Po smrti mu vynesly slávu a pověst jednoho z nejlepších německých aforistů především krátké rukopisné záznamy, dochované v sešitech. Sešity s aforismy, kterých se dochovalo jedenáct a označují se písmeny A (od 1765) až L (do smrti); sešity G, H a značná část sešitu K se však ztratily. Zachované sešity obsahují asi 5500 záznamů, pokud započítáme i ztracené sešity, ze kterých dnes známe pouze část vydaných textů, odhaduje se počet na 6,5–7 tisíc záznamů.
Lichtenbergovy sešity, které sám nazýval Sudelbücher (mazanice), jsou jakousi knihou denních záznamů, či pracovním deníkem. Obsahují pestrou směsici textů všeho druhu – myšlenky, úvahy, pozorování, postřehy, vzpomínky, slovní hříčky, anekdoty, nápady, citáty, poznámky a výpisky z četby, kuriozity i banality z denního života. Tematicky zahrnují jak společnost tak i soukromý život, politiku, dějiny, vědu, literaturu, umění, filosofii, psychologii, náboženství.
| „       | Lidé, kteří nikdy nemají čas, toho nejméně udělají. | “ |
| — K 125 |                                                     |   |

| „       | Neschopní nadšenci. To jsou opravdu nebezpeční lidé. | “ |
| — F 598 |                                                      |   |

| „       | Kdo nerozumí ničemu než chemii, nemůže pořádně rozumět ani chemii. | “ |
| — J 860 |                                                                    |   |

| „       | Nemůže udržet inkoust, a když to na něho přijde, většinou se hrozně umaže. | “ |
| — A 199 |                                                                            |   |

| „     | První krok moudrosti: všechno napadnout. Poslední: všechno snášet. | “ |
| — L 2 |                                                                    |   |

## Ohlas
Lichtenbergovu velikost si cenily i takové osobnosti, jako byli Hebbel, Kant, Goethe, Kierkegaard, Schopenhauer, později třeba Wagner, Lev Tolstoj[zdroj⁠?!] nebo Ludwig Wittgenstein. Friedrich Nietzsche jeho aforismy zařazoval na roveň Goethovým.
Byl po něm pojmenován měsíční kráter Lichtenberg.